# Jiřská
Jiřská je ulice na Pražském hradě. Spojuje východní vstup do Hradu na Opyši s náměstím U Svatého Jiří.

## Budovy
Vpravo, směrem od náměstí:
- Ústav šlechtičen – č.o. 1, č.p. 2
- Lobkovický palác – č.o. 3, č.p. 3

Vlevo, směrem od náměstí:
- jižní strana baziliky svatého Jiří
  - na nároží barokní kaple sv. Jana Nepomuckého ze začátku 18. století
  - raně renesančním portál s pozdně gotickým reliéfem sv. Jiří (kopie) v tympanonu
  - románská jižní věž z poloviny 12. století nad kaplí Panny Marie
  - v rohu mezi věží a chórem kaple svaté Ludmily z počátku 13. století, patro přistavěné za Karla IV. ve 14. století
- budova Jiřského kláštera, část při východním, menším dvoře kláštera
  - dvorek za zdí, dříve hřbitov
  - za dvorkem klášterní kaple sv. Anny s odhaleným původním románským okénkem a vchodem
  - od nároží vybíhající křídlo kláštera, oddělené od kaple sv. Anny malou slepou uličkou, které vzniklo až po konci 17. století
- průchod směrem do Zlaté uličky
- trojice domů
  - Podybníkovský dům, pův. renesanční, přestavovaný v 19. století, dnešní úprava ve stylu renesance od Pavla Janáka – č.o. 12, č.p. 10
  - barokní dům z 18. století, upraven klasicistně a Pavlem Janákem – č.o. 10, č.p. 9
  - dům U sv. Floriána, pův. renesanční, barokně přestavovaný v 17. a na počátku 18. století – č.o. 8, č.p. 8
- schodiště směrem do Zlaté uličky
- areál u Starého purkrabství, upravený v letech 1961–1963 na Dům dětí
  - Lobkovické konírny (Malý lobkovický palác) ze 17. století, z ulice původní, dnes nepoužívaný vchod do dvora koníren – č.o. 4, č.p. 7
  - barokní zeď s bránou do druhého, většího dvora; nad bránou erby nejvyšších purkrabí
  - renesanční Staré purkrabství s věží, proti bráně ve dvoře – č.o. 2, č.p. 6
  - terasa vedle purkrabství, před hradbou oddělující Zlatou uličku, kde probíhají Letní shakespearovské slavnosti
- Černá věž s přístavkem (rovněž ve dvoře purkrabství)
- renesanční východní brána